# Ringo Shiina
Shiina Yumiko (椎名由美子 Shiina Yumiko?) (Urawa, Prefectura de Saitama, Japón; 25 de noviembre de 1978), más conocida por su nombre artístico Ringo Shiina (椎名林檎 Shiina Ringo?), es una cantante y compositora japonesa muy reconocida.
En el año 2004 dejó su carrera en solitario y comenzó una nueva banda llamada Tokyo Jihen (東京事変?), que se separaron en 2012, aunque volvieron  a publicar música en 2020. También es la hermana menor del cantante Junpei Shiina.
Se clasificó en la posición #36 en la lista de los 100 mejores artistas realizada por HMV en el 2003.

## Biografía

### Vida previa
Yumiko nació en la Prefectura de Saitama de parte de Kotaro Shiina, empleado de una empresa petrolera, y Akiko Shiina, una ama de casa con una extraña enfermedad al esófago donde se le iba encogiendo con el tiempo, por lo que tuvo que someterse a diversas operaciones. Ella creció en Fukuoka, prefectura de Fukuoka.
Su interés por la música lo adquirió de su padre, que era un amante del jazz y la música clásica, y también en parte de su madre, que practicaba ballet. Desde los cinco años la pequeña Yumiko comenzó a tocar el piano, al igual que a bailar ballet clásico. Debido a su gran timidez se ponía constantemente "roja como manzana" al hablar con otras personas a las cuales no estaba acostumbrada, y por eso le fue dado el apodo de Ringo (que significa manzana en japonés).
A los quince años su amor por la música había evolucionado tanto, que ya en ese tiempo había formado parte de varias bandas y también actuando en vivo. En 1995 fue reconocida en el Festival Japonés de Música Adolescente como miembro de un grupo de niñas llamado Marvelous Marbles. Su banda favorita en ese tiempo era la popular banda japonesa de J-Rock independiente Number Girl.

### Carrera en solitario
Shiina Ringo debutó como cantante solista en mayo de 1998 con el lanzamiento de su primer sencillo "Koufukuron", y ya en dos años lanzaría dos álbumes de estudio hasta tomarse un pequeño descanso en el 2000 debido al nacimiento de su primer hijo, y un año después volvería con una compilación de covers internacionales en dos CD.
Shiina es considerada una de las mejores intérpretes en la industria japonesa, y exploró diversos estilos de música. También se le conoce por los extraños de sus videos musicales.
A los 24 la cantante contrajo matrimonio con el guitarrista Yayoshi Junji, y se divorció 14 meses más tarde. En el año 2003 la cantante sufrió un notable cambio de imagen al operarse su lunar característico en su imagen, y más tarde daba finalizada su carrera en solitario con su último sencillo "Ringo no Uta" (La canción de Ringo), la cual puede llamársele la sumación final a la carrera de la artista. El vídeo musical de la canción también incluía diversas referencias a los videos anteriores en la carrera de la cantante, y fue incluido en el primer álbum de su grupo musical Tokyo Jihen. 
Ella escribió una canción para el dúo japonés Puffy AmiYumi; la canción se llama "Hiyori Hime". Colaboró con la famosa cantante japonesa Utada Hikaru en su álbum de 2002 "Uta hi-te myori". Más tarde, hicieron otra colaboración en el álbum de Utada de 2016 Fantome con la canción "Nijikan dake no bakansu", y en el álbum conmemorativo de Ringo de 2018 "Adam to Eve no Ringo", en el que Utada Hikaru interpretó junto con el cantante Nariaki Obukuro la aclamada canción de Ringo "Marunouchi Sadistic".

### Con Tokyo Jihen
El 31 de mayo del 2001 Shiina Ringo debutó con lo que sería su nueva banda Tokyo Jihen, los que ya antes habían debutado en su última gira Sugoroku Ecstasy.
Hasta el momento dos miembros de la banda se han ido, pero fueron reemplazados al poco tiempo. Y ya han lanzado tres álbumes de estudio. Dentro de la banda se encuentra también Seiji Kameda, conocido también como gran ayudante de la banda Do As Infinity. La banda se disolvió en 2012 de forma amistosa. En 2015, Ringo volvió a colaborar con Ryosuke Nagaoka para la canción "Nagaku Mijikai Matsuri".

### Retorno como solista
A pesar de formar parte de "Tokyo Jihen", la cantante no abandonó del todo su carrera de solista. En 2007 publicó su álbum "Heiseifuzoku", que sirvió como pie para su retorno como cantante en solitario. En 2014 publicó "Gyaku Yunyu, Kowan Kyoku", que fue seguido en el mismo año por "Nichishussho" (日出所), y "Gyaku Yunyu, Kokukyoku". Durante este periodo también publicó su álbum "Cuixian San Chi" (垂涎三尺) en 2015 para conmemorar su primer concierto en Taipéi, Taiwán. Además, se publicó de forma exclusiva en ese país. El álbum compila varias canciones de sus álbumes "Muzai Moratorium" y "Shoso Strip". Su actividad musical no ha cesado aún. El 2 de octubre de 2018 publicó la canción "Kemono yuku hosomichi" junto con el cantante Kohji Miyamoto, y se prevé que cante en los Juegos Olímpicos de Tokio 2020.

## Discografía
Artículo principal: Discografía de Shiina Ringo

### Álbumes de estudio
| Año  | Detalles del álbum | Posición más alta | Ventas    |
| ---- | --- | ----------------- | --------- |
| 1999 | Muzai Moratorium (無罪モラトリアム?) - Lanzamiento: 24 de febrero de 1999 - Sello: Toshiba-EMI/East World              | 2                 | 1.433.000 |
| 2000 | Shōso Strip (勝訴ストリップ?) - Lanzamiento: 31 de marzo de 2000 - Sello: Toshiba-EMI/Virgin Music                     | 1                 | 5.000.000 |
| 2003 | Karuki Samen Kuri no Hana (加爾基 精液 栗ノ花?) - Lanzamiento: 23 de febrero de 2003 - Sello: Toshiba-EMI/Virgin Music | 1                 | 409.000   |
| 2009 | Sanmon Gossip (三文ゴシップ?) - Lanzamiento: 24 de junio de 2009 - Sello: Toshiba-EMI/Virgin Music                     | 1                 | 202.000   |

### Álbumes deversion
| Año  | Detalles del álbum | Posición más alta | Ventas  | Notas |
| ---- | --- | ----------------- | ------- | ----- |
| 2002 | Utaite Myōri ~Sono-Ichi~ (唄ひ手冥利 ～其ノ壱～?) - Lanzamiento: 27 de mayo de 2002 - Sello: Toshiba-EMI/Virgin Music | 1                 | 397.000 | 2CD   |

### Bandas Sonoras
| Año  | Detalles del álbum | Posición más alta | Ventas  | Notas                                                                  |
| ---- | --- | ----------------- | ------- | ---------------------------------------------------------------------- |
| 2007 | Heisei Fūzoku (平成風俗?) (Shiina Ringo X Neko Saito) - Lanzamiento: 21 de febrero de 2007 - Sello: Toshiba-EMI/Virgin Music | 1                 | 175.000 | La colaboración con el violinista Neko Saito, banda sonora de Sakuran. |

### Álbumes recopilatorios
| Año  | Detalles del álbum                                                                                   | Posición más alta | Ventas  | Notas |
| ---- | --- | ----------------- | ------- | --- |
| 2008 | Watashi to Hoden (私と放電?) - Lanzamiento: 2 de julio de 2008 - Sello: EMI Music Japan/Virgin Music | 4                 | 153.000 | El álbum recopilatorio de sus canciones de lado B, que no fueron incluidos en ninguna sus álbumes de estudio anteriores. |

### Cajas recopilatorias
| Año  | Detalles del álbum                                                                | Posición más alta | Ventas | Notas                                |
| ---- | --------------------------------------------------------------------------------- | ----------------- | ------ | ------------------------------------ |
| 2008 | MoRA - Lanzamiento: 25 de noviembre de 2008 - Sello: EMI Music Japan/Virgin Music | 32                | 9.000  | Boxset que incluye todos sus álbumes |

### Álbumes en DVD
| Año  | Detalles del álbum | Posición más alta | Ventas | Notas                                                                         |
| ---- | --- | ----------------- | ------ | ----------------------------------------------------------------------------- |
| 2007 | Heisei Fūzoku Daiginjō (平成風俗 大吟醸?) (Shiina Ringo X Neko Saito) - Lanzamiento: 25 de abril de 2007 - Sello: Toshiba-EMI/Virgin Music | 18                | 10 000 | Todas las canciones de Heisei Fūzoku con videos musicales animados.           |
| 2008 | Watashi no Hatsuden (私の発電?) - Lanzamiento: 2 de julio de 2008 - Sello: Toshiba-EMI/Virgin Music                                        | 1                 | 68.000 | Todas las canciones de Watashi to Hōden con videos musicales animados.        |
| 2008 | MoRA - Lanzamiento: 25 de noviembre de 2008 - Sello: EMI Music Japan/Virgin Music                                                          | 25                | 5.000  | Caja-juego del DVD de álbumes. Todas las canciones con protector de pantalla. |

### Vinilo
| Año  | Detalles del álbum | Posición más alta | Ventas | Notas                                    |
| ---- | --- | ----------------- | ------ | ---------------------------------------- |
| 2003 | Karuki Samen Kuri no Hana (加爾基 精液 栗ノ花?) - Lanzamiento: 27 de mayo de 2003 - Sello: Toshiba-EMI/Virgin Music            |                   |        |                                          |
| 2007 | Heisei Fūzoku (平成風俗?) (Shiina Ringo X Neko Saito) - Lanzamiento: 25 de abril de 2007 - Gravadora: Toshiba-EMI/Virgin Music |                   |        |                                          |
| 2008 | Muzai Moratorium (無罪モラトリアム?) - Lanzamiento: 25 de noviembre de 2008 - Sello: Toshiba-EMI/Virgin Music                  |                   |        |                                          |
| 2008 | Shōso Strip (勝訴ストリップ?) - Lanzamiento: 25 de noviembre de 2008 - Sello: Toshiba-EMI/Virgin Music                         |                   |        |                                          |
| 2009 | Saturday night Gossip (サタデーナイトゴシップ?) - Lanzamiento: 26 de agosto de 2009 - Sello: EMI Music Japan/Virgin Music      |                   |        | La versión alternativa del Sanmon Gossip |

### Sencillos
| Fecha de lanzamiento     | Título                                                                        | Posiciones | Copias vendidas | Álbum                     |
| ------------------------ | ----------------------------------------------------------------------------- | ---------- | --------------- | ------------------------- |
| 27 de mayo de 1998       | Kōfukuron (幸福論?) - 8cm CD                                                  | -          | -               | Muzai Moratorium          |
| 27 de octubre de 1999    | Kōfukuron (幸福論?) - 12cm CD                                                 | 10         | 261.000         | Muzai Moratorium          |
| 9 de septiembre de 1998  | Kabukicho No Jyo-ō (歌舞伎町の女王?)                                          | 50         | 51.000          | Muzai Moratorium          |
| 20 de enero de 1999      | Koko De Kiss Shite. (ここでキスして。?)                                       | 10         | 309.000         | Muzai Moratorium          |
| 27 de octubre de 1999    | Honnō (本能?)                                                                 | 2          | 3.000.00        | Shōso Strip               |
| 26 de enero de 2000      | Gibusu (ギブス Gips ?)                                                        | 3          | 714.000         | Shōso Strip               |
| 26 de enero de 2000      | Tsumi To Batsu (罪と罰?)                                                      | 4          | 546.000         | Shōso Strip               |
| 13 de septiembre de 2000 | Zecchōshū (絶頂集?) - 3 Mini-CD Set                                           | 1          | 430.000         |                           |
| 28 de marzo de 2001      | Mayonaka Wa Junketsu (真夜中は純潔?)                                          | 2          | 358.000         |                           |
| 22 de enero de 2003      | STEM – Daimyou asobi hen (茎（STEM）～大名遊ビ編～?)                          | 1          | 187.000         | Karuki Samen Kuri no Hana |
| 25 de noviembre de 2003  | Ringo no Uta (りんごのうた?) - incluyendo bonus DVD                           | 2          | 114.000         |                           |
| 17 de enero de 2007      | Kono Yo no Kagiri (この世の限り?) (Shiina Ringo X Neko Saito + Junpei Shiina) | 8          | 54.000          | Heisei Fūzoku             |
| 27 de mayo de 2009       | Ariamaru Tomi (ありあまる富?)                                                 | 3          | 75.000          |                           |
| 2 de noviembre de 2011   | Carnation (カーネーション?)                                                   | 5          |                 |                           |